# 金明坤
金明坤（韓語：김명곤，1952年12月3日—），韓國男演員，於2006年3月至2007年5月间出任文化观光部长。

## 演出作品

### 電視劇
- 2008年：KBS《大王世宗》
- 2013年：KBS《新娘面具》飾演 楊白
- 2014年：KBS《王的面孔》飾演 宋內官
- 2015年：MBC《夜行書生》飾演 盧昌善
- 2015年：KBS《Drama Special－紅月亮》
- 2017年：tvN《名不虛傳》飾演 馬聖泰
- 2018年：JTBC《Misty》飾演 鄭大韓
- 2018年：SBS《致親愛的法官大人》飾演 吳大洋

### 網路劇
- 2022年: Netflix《天外謎蹤》飾演 文亨泰

### 電影
- 1985年：《於宇同》
- 1995年：《天才宣言》
- 1995年：《48+1》
- 1994年：《偶然的旅行》
- 1993年：《西便制》
- 2012年：《光海，成為王的男人》
- 2013年：《戀愛高手》
- 2014年：《鳴梁》
- 2017年：《對立軍》
- 2018年：《與神同行：最終審判》
- 2019年：《偶像（朝鲜语：우상 (영화)）》飾演 崔議員
- 2020年：《铁雨2: 首脑峰会》飾演 ，中国驻韩国大使（朝鲜族）

## 外部連結
- NAVER （页面存档备份，存于）